# Luis Cresencio Sandoval
Luis Cresencio Sandoval González (Ensenada, Baja California; 7 de febrero de 1960) es un militar mexicano. Fue secretario de la Defensa Nacional durante el sexenio del presidente Andrés Manuel López Obrador entre 2018 y 2024.

## Biografía
Nació el 7 de febrero de 1960. En el Heroico Colegio Militar cursó el bachillerato y los estudios de formación de oficiales del Ejército. Además es licenciado en Administración Militar de la Escuela Superior de Guerra. Tiene maestría en Administración Militar para la Seguridad y Defensa Nacionales. 
Se ha desempeñado como comandante de sección en el tercer batallón de policía militar en la Ciudad de México; además fue jefe de sección técnica y secretario particular del oficial mayor de la Sedena. Fue subjefe de Estado Mayor del Cuartel General de la 20/a zona militar de Colima, así como subjefe de la sección quinta y sexta del Estado Mayor Presidencial, así como comandante de la 8/a. Zona Militar y de la IV región militar. En un ámbito de política exterior, fue designado como agregado militar adjunto en la embajada mexicana en Estados Unidos. Le fue concedida la Legión de Honor, entregada por el Gobierno francés.

## Controversias

### Viajes "de terciopelo"
En abril de 2023, la organización Mexicanos Contra la Corrupción y la Impunidad (MCCI) que ha sido señalada como una organización conservadora y denominada como "Mexicanos a favor de la corrupción" por el presidente de México, mediante un reportaje de Ignacio Rodríguez Reyna (basado en las filtraciones del grupo hacktivista Guacamaya en el hackeo a la Secretaría de la Defensa Nacional de México de 2022 parte de los Guacamaya Leaks), hizo público que Cresencio Sandoval habría hecho diversos viajes de lujo al extranjero en los últimos años y con cargo al erario. 
Los viajes, a los que habría sido acompañado de familiares cercanos, incluso a su consuegra se habrían pagado con recursos de la Secretaría de la Defensa Nacional. Estos fueron a diversos destinos turísticos de alto costo en el extranjero, en vuelos privados, hospedándose en hoteles de lujo en donde se incluirían comidas y cenas en restaurantes de igual categoría. Así mismo se hizo saber que se destinó a disposición de familiares un jet privado de la Sedena o vuelos en Clase Premier, personal militar en funciones de escolta privada, enfermeras y médicos, así como ≪acreditaciones apócrifas para esquivar restricciones burocráticas por la pandemia por COVID-19, Llegaron incluso a hacerse pasar como asesores del secretario para viajar a Corea del Sur.

#### Italia
Durante 14 días se habría llevado a 7 adultos y a 1 menor de edad a un costo de 2 millones 489,410 pesos, en donde habrían visitado la Torre de Pisa, habrían celebrado una audiencia privada con el papa Francisco o habrían hecho compras en boutiques de renombre como Balenciaga, Gucci o Prada.

#### Nueva York
Del 3 al 12 de diciembre de 2021, el Secretario Sandoval habría de presentarse en la ciudad de Nueva York con motivo de la reunión de las misiones de paz de la ONU a la que acudirían los jefes de ejércitos; sin embargo tras el brote de la variante Omicrón de Covid-19, el gobierno de Corea del Sur canceló la reunión por lo que el Secretario se habría quedado en México pero habría mandado a su familia (esposa, hija, hijo, nuera, nieta, consuegra) hospedándoles en hotel de lujo «con compras incluidas» en compañía de la hija de su secretario particular y dos amigas de su esposa.

#### Rusia
Del 21 de agosto al 6 de septiembre del 2021 el hijo del Secretario, Luis Rubén Sandoval Medina, realizó un viaje a Rusia junto con una comitiva militar en donde se le destinaron viáticos por un millón de pesos.

### Departamento de lujo
Luis Cresencio Sandoval también dio a conocer el departamento ubicado en Bosque Real, una zona residencial en Huixquilucan, Estado de México, adquirido a través de un crédito inmobiliario del Banco del Ejército.